# ウェブマップタイルサービス
ウェブマップタイルサービス（英: Web Map Tile Service、WMTS）は、ジオリファレンスを付与された地図タイルを、未レンダリング状態のままインターネットを通して配信するための標準的なプロトコルである。この仕様は2010年のOpen Geospatial Consortiumによって開発され公開された。

## 歴史
1997年にAllan Doyleによって発表された"WWW Mapping Framework"という概要の論文を受けて、Open Geospatial Consortium（OGC）はウェブマッピングの標準技術の開発への参加を始めた。ウェブマッピングの標準技術のうち、最も古く有名なものはWMSである。しかしながら、WMSはその特性上短いレスポンス時間が重要なシチュエーションに対する実装が困難であることが判明した。多くのWMSサービスでは、レスポンスに1秒以上のCPU時間を要することがまれではなかった。大規模な並列実行を伴うユースケースに際しては、CPUに負荷のかかるこのようなサービスは実用的ではない。オンザフライでのレンダリングによりCPUへ負荷が集中してしまう問題を克服するため、アプリケーション開発者は未レンダリング状態の地図タイルを使いだした。これらの地図タイルを整理してアドレス化するために、オープンまたはプロプライエタリの多くのスキームが開発された。その一つが比較的初期に登場したタイルマップサービス（TMS）である。TMSの仕様はWMTSよりシンプルになっている。TMSはOSGeoのメンバーによって開発されたが、公式な標準技術としては承認されなかった。

## リクエスト
WMTSは多くのリクエスト方式を採る。
- KVP（キーバリューペア）方式
- Representational State Transfer (REST) 方式
- SOAP（ソープ）方式

WMTSのリクエストに対する構文はそれぞれの
方式で異なる。幾つかのリクエストは以下の通りである。
- Capabilities: WMTSサービスのパラメータについての情報を返す
- Tile: 地図タイルを返す
- FeatureInfo: 与えられた地図の位置に応じて（数的な）情報を返す
- Legend: 地図の判例の画像を返す

## 参照
- 地図タイル
- Web Map Service (WMS)
- Tile Map Service (TMS)
- Web Feature Service (WFS)
- Web Coverage Service （WCS）
- Open Source Geospatial Foundation (OSGeo)